# Borowy Młyn (Smorgonie)
Borowy Młyn − dawna kolonia, obecnie część Smorgoni na Białorusi, w obwodzie grodzieńskim, w rejonie smorgońskim.

## Historia
W czasach zaborów osada młyńska w gminie Smorgonie, w powiecie oszmiańskim, w guberni wileńskiej Imperium Rosyjskiego. W 1905 roku liczyła 7 mieszkańców.
W latach 1921–1945 kolonia leżała w Polsce, w województwie wileńskim, w powiecie oszmiańskim, w gminie Smorgonie.
W 1931 wieś w 49 domach zamieszkiwało 245 osób.
Wierni należeli do parafii rzymskokatolickiej w Smorgoniach. Miejscowość podlegała pod Sąd Grodzki w Smorgoniach i Okręgowy w Wilnie; właściwy urząd pocztowy mieścił się w Smorgoniach.
Po II wojnie światowej w granicach Związku Sowieckiego. Od 1991 w niepodległej Białorusi.